# Akodon molinae
Akodon molinae es una especie de roedor de la familia Cricetidae.

## Distribución geográfica
Se encuentra sólo en Argentina.